# Кьявари, Джироламо
Джироламо Кьявари (итал. Gerolamo Chiavari; Генуя, 1521 — Генуя, 1586) — дож Генуэзской республики.

## Биография
Биографические сведения о фигуре Джироламо Кьявари довольно скудны. Он родился в Генуе в 1521 году и был членом благородного семейства Кьявари. В генуэзских летописях информации о его государственной службе не сохранилось, его имя впервые упоминается в 1579 году, когда он был избран в Большой Совет республики.
"Старая" знать Генуи выдвинула его кандидатом в дожи, и 4 ноября 1583 года Кьявари был избран 74-м дожем в республиканской истории. Как и его предшественник, Кьявари боролся с разгулом бандитизма в городе и в остальной части республики. 
В его правление был разоблачен заговор против государственной власти во главе с дворянами Николо Сальваджо и Аурелио Каттанео, что завершилось их казнью. В области внешней политики дож вызвал любопытство горожан, приняв делегацию из четырех японских принцев, следовавших с визитом к папе Сиксту V.
Кьявари закончил свой мандат 4 ноября 1585 года и, по-видимому. уже не занимал после этого каких-либо должностей, так как умер в Генуе в начале 1586 года. Первоначально его тело было погребено в церкви Сан-Франческо-ди-Кастеллетто, а позже перенесено в базилику Сантиссима-Аннунциата-дель-Васто.